# Mesochorus salicis
Mesochorus salicis là một loài tò vò trong họ Ichneumonidae.